# Juan Guerrón
Juan Guerrón (Ibarra, Ecuador, 20 de octubre de 1983) es un exfutbolista ecuatoriano que jugaba de defensa en el Deportivo Quito de la Segunda Categoría de Ecuador., es primo de Joffre Guerrón, Raúl Guerrón y Húgo Guerrón.

## Clubes
| Club             | País    | Año       |
| ---------------- | ------- | --------- |
| Espoli           | Ecuador | 2002-2003 |
| El Nacional      | Ecuador | 2004      |
| Liga de Quito    | Ecuador | 2005-2006 |
| Macará           | Ecuador | 2007      |
| Olmedo           | Ecuador | 2008      |
| Deportivo Cuenca | Ecuador | 2009-2010 |
| Liga de Loja     | Ecuador | 2011      |
| Valle del Chota  | Ecuador | 2012      |
| Imbabura SC      | Ecuador | 2013-2014 |
| Deportivo Quito  | Ecuador | 2015-2017 |

## Palmarés

### Campeonatos nacionales
| Título                 | Club          | País    | Año  |
| ---------------------- | ------------- | ------- | ---- |
| Campeonato Ecuatoriano | Liga de Quito | Ecuador | 2005 |